# Canoa/kayak ai Giochi della XXIX Olimpiade - K1 500 metri femminile

## Batterie
Hanno partecipato alle batterie di qualificazione 25 atlete, suddivisi in 3 batterie di qualificazione: le prime di ogni batteria si sono qualificate direttamente per la finale; le successive 6 sono passate alle semifinali, mentre le ultime sono stati eliminate.
- Martedì 19 agosto 2008

| Posizione | Atleta               | Paese     | Tempo    | Note |
| --------- | -------------------- | --------- | -------- | ---- |
| 1         | Katalin Kovács       | Ungheria  | 1:49.424 | QF   |
| 2         | Maria Teresa Portela | Spagna    | 1:51.664 | QS   |
| 3         | Jennifer Hodson      | Sudafrica | 1:51.655 | QS   |
| 4         | Shinobu Kitamoto     | Giappone  | 1:52.148 | QS   |
| 5         | Chantal Meek         | Australia | 1:53.374 | QS   |
| 6         | Malgorzata Chojnacka | Polonia   | 1:53.635 | QS   |
| 7         | Karen Furneaux       | Canada    | 1:54.065 | QS   |
| 8         | Estefania Fontanini  | Argentina | 2:00.291 |      |
| 9         | Kathia Ba            | Senegal   | 2:17.740 |      |

| Posizione | Atleta                 | Paese       | Tempo    | Note |
| --------- | ---------------------- | ----------- | -------- | ---- |
| 1         | Josefa Idem            | Italia      | 1:48.864 | QF   |
| 2         | Zhong Hongyan          | Cina        | 1:49.440 | QS   |
| 3         | Lucy Wainwright        | Regno Unito | 1:50.103 | QS   |
| 4         | Carrie Johnson         | Stati Uniti | 1:50.221 | QS   |
| 5         | Henriette Engel Hansen | Danimarca   | 1:52.773 | QS   |
| 6         | Teresa Portela         | Portogallo  | 1:53.761 | QS   |
| 7         | Anne Rikala            | Finlandia   | 1:54.294 | QS   |
| 8         | Tatsiana Fedarovich    | Bielorussia | 1:57.881 |      |

| Posizione | Atleta                 | Paese         | Tempo    | Note |
| --------- | ---------------------- | ------------- | -------- | ---- |
| 1         | Katrin Wagner-Augustin | Germania      | 1:48.875 | QF   |
| 2         | Inna Osypenko-Radmoska | Ucraina       | 1:49.776 | QS   |
| 3         | Spela Ponomarenko      | Slovenia      | 1:49.973 | QS   |
| 4         | Sofia Paladanius       | Svezia        | 1:51.110 | QS   |
| 5         | Yuliana Salkhova       | Russia        | 1:51.628 | QS   |
| 6         | Erin Taylor            | Nuova Zelanda | 1:52.517 | QS   |
| 7         | Zulmarys Sanchez       | Venezuela     | 1:57.728 | QS   |
| 8         | Lee Soonja             | Corea del Sud | 1:58.140 |      |

## Semifinali
I primi tre atleti di ogni semifinale si sono qualificati per la finale.
- Giovedì 21 agosto 2008

| Posizione | Atleta                 | Paese       | Tempo    | Note |
| --------- | ---------------------- | ----------- | -------- | ---- |
| 1         | Inna Osypenko-Radmoska | Ucraina     | 1:51.558 | QF   |
| 2         | Lucy Wainwright        | Regno Unito | 1:52.580 | QF   |
| 3         | Jennifer Hodson        | Sudafrica   | 1:53.209 | QF   |
| 4         | Carrie Johnson         | Stati Uniti | 1:53.721 |      |
| 5         | Sofia Paladanius       | Svezia      | 1:53.797 |      |
| 6         | Teresa Portela         | Portogallo  | 1:54.831 |      |
| 7         | Chantal Meek           | Australia   | 1:54.876 |      |
| 8         | Malgorzata Chojnacka   | Polonia     | 1:55.619 |      |
| 9         | Zulmarys Sanchez       | Venezuela   | 2:02.764 |      |

| Posizione | Atleta                 | Paese         | Tempo    | Note |
| --------- | ---------------------- | ------------- | -------- | ---- |
| 1         | Zhong Hongyan          | Cina          | 1:53.163 | QF   |
| 2         | Yuliana Salkhova       | Russia        | 1:53.603 | QF   |
| 3         | Spela Ponomarenko      | Slovenia      | 1:53.812 | QF   |
| 4         | Anne Rikala            | Finlandia     | 1:54.025 |      |
| 5         | Erin Taylor            | Nuova Zelanda | 1:54.300 |      |
| 6         | Maria Teresa Portela   | Spagna        | 1:54.981 |      |
| 7         | Karen Furneaux         | Canada        | 1:55.145 |      |
| 8         | Henriette Engel Hansen | Danimarca     | 1:55.960 |      |
| 9         | Shinobu Kitamoto       | Giappone      | 2:01.105 |      |

## Finale
- Sabato 23 agosto 2008

| Posizione | Atleta                 | Paese       | Tempo    |
| --------- | ---------------------- | ----------- | -------- |
|           | Inna Osypenko-Radmoska | Ucraina     | 1:50.673 |
|           | Josefa Idem            | Italia      | 1:50.677 |
|           | Katrin Wagner-Augustin | Germania    | 1:51.022 |
| 4         | Katalin Kovács         | Ungheria    | 1:51.139 |
| 5         | Zhong Hongyan          | Cina        | 1:52.220 |
| 6         | Spela Ponomarenko      | Slovenia    | 1:52.363 |
| 7         | Lucy Wainwright        | Regno Unito | 1:53.102 |
| 8         | Jennifer Hodson        | Sudafrica   | 1:53.353 |
| 9         | Yuliana Salkhova       | Russia      | 1:53.973 |